# Spider-Man (pel·lícula)
Spider-Man és una pel·lícula estatunidenca de superherois de l'any 2002, dirigida per Sam Raimi. Està basada en la sèrie de còmics de Marvel del mateix personatge. Tobey Maguire interpreta Peter Parker, un estudiant d'institut que lluita contra el crim després d'adquirir superpoders semblants als que té una aranya. En aquesta pel·lícula també actuen Willem Dafoe com a Norman Osborn, Kirsten Dunst com a Mary Jane Watson i James Franco com a Harry Osborn, el millor amic de Peter Parker. Ha estat doblada i subtitulada al català.
Després d'haver estat en desenvolupament durant aproximadament 25 anys, la pel·lícula va estar llicenciada per Sony Pictures Entertainment en 1999. Es van considerar els directors Roland Emerich, Tim Burton, Chris Columbus i David Fincher per al projecte, fins que es va decidir que seria Raimi qui dirigiria l'obra.
L'enregistrament de Spider-Man va tenir lloc a Los Angeles i Nova York des de gener fins a juny de 2001. Spider-Man es va estrenar a les Filipines el 30 d'abril de 2002, tot i que l'estrena general va ser als Estats Units el 3 de maig de 2002. Va esdevenir un èxit econòmic i va rebre bones crítiques. Per al seu temps, és l'única pel·lícula que ha arribat als 100 milions de dòlars en el primer cap de setmana i ha estat la pel·lícula més exitosa basada en un còmic. Amb 821,7 milions de dòlars recaptats arreu del món, va ser la tercera pel·lícula amb més ingressos del 2002 i és la número 42 amb més ingressos de tots els temps.

## Argument
L'estudiant d'institut Peter Parker visita un laboratori de genètica amb el seu millor amic, Harry Osborn, i la xica que li agrada, Mary Jane Watson. Allà, una aranya genèticament modificada mossega la mà de Peter. Poc després, a l'arribar a casa amb la seua tia May i el seu oncle Ben, Peter perd el coneixement.
No fent cas del consell de Ben que "un gran poder comporta una gran responsabilitat", Peter entra a un torneig de lluita lliure per tal d'aconseguir diners i impressionar Mary Jane amb un cotxe nou. Guanya el torneig, però el promotor l'enganya i no li dona tants diners com necessita. Per venjar-se, deixa escapar un atracador que furta els diners al promotor. Poc després es troba que han atropellat el seu oncle. Peter persegueix l'atropellador fins a un magatzem i finalment descobreix que era el mateix lladre que havia deixat escapar. El desarma, però el lladre cau per una finestra i mor. Mentrestant, Norman Osborn mata un grapat de científics al camp de proves de Quest Aerospace.
Després de graduar-se a l'institut, Peter comença a usar els seus poders per lluitar la injustícia. Es fa un vestit i la personalitat de Spider-Man. L'editor del periòdic Joanh Jameson, el contracta com a fotògraf autònom, ja que Peter és l'únic que aporta fotografies clares i visibles de Spider-Man.
La corporació Oscorp comunica a Norman que la companyia serà venuda a Quest Aerospace després de la Fira de la Unitat del Món. Allà, Peter veu Mary Jane i Harry en el balcó d'un edifici amb els membres de la junta. De sobte apareix una misteriosa figura que planeja pel cel, i tira una bomba al balcó, destruint-lo i causant el pànic general. Mary Jane cau al buit, però Spider-Man la salva.
El redactor del periòdic anomena la misteriosa figura The Green Goblin (el Follet Verd) alhora que col·loca Spider-Man com al seu còmplice. El Follet també ataca l'oficina Bugle i segresta Spider-Man. Li ofereix un lloc al seu costat, però l'home aranya rebutja l'oferta.
Durant el sopar d'acció de gràcies de la família Osborn i Parker, Norman endevina la vertadera identitat de Spider-Man, i aleshores el Goblin ataca la tia May.
Mary Jane admet que sent alguna cosa per Spider-Man, qui l'ha rescatada en nombroses ocasions, i pregunta a Peter si Spider-Man li ha parlat o preguntat sobre ella. Harry, que estima Mary Jane, s'adona que ella ja no l'estima tant. Devastat, li conta al seu pare que Peter estima Mary Jane, revelant així la debilitat de Spider-Man.
El Goblin segresta Mary Jane i un tramvia ple de xiquets col·locats en el pont Queensboro. Allà, força Spider-Man perquè trie a qui vol salvar. Tira al buit el tramvia i a Mary Jane, però Spider-Man aconsegueix salvar ambdues opcions. El Goblin atrapa Spider-Man i el tira dins d'un edifici abandonat, on lluiten. Quan el Goblin aguanta Mary Jane per tal de matar-la lentament, Spider-Man el derrota i el desenmascara. Norman demana clemència, però la seua consciència de Gobling intenta controlar la taula per matar Spider-Man. Aquest evita l'atac i en el seu lloc mor Norman. En un últim alé, Norman diu a Peter que no li diga a Harry els seus crims. Ell porta el cos de Norman a la casa i amaga l'equipament i la disfressa de Goblin.
Durant el funeral, Harry diu que es venjarà de Spider-Man, ja que creu que ha estat ell qui ha matat son pare. Quan se'n va del funeral, Peter recorda les paraules del seu oncle sobre la responsabilitat i accepta la seua nova vida com a Spider-Man.

## Repartiment
- Tobey Maguire fa de Peter Parker / Spider-Man.[3]
- Willem Dafoe fa de Norman Osborn / el Follet Verd.[4]
- Kirsten Dunst fa de Mary Jane Watson.[5]
- James Franco fa de Harry Osborn, millor amic de Peter. Aquest actor havia estat candidat per fer el paper de Peter Parker.[6]
- Cliff Robertson fa de Ben Parker, oncle de Peter Parker.
- Rosemary Harris fa de May Parker, tia de Peter Parker.
- J. K. Simmons fa de J. Jonah Jameson, el redactor del periòdic.
- Joe Manganiello fa de Eugene "Flash" Thompson
- Bill Nunn fa de Joseph "Robbie" Robertson.
- Michael Papajohn fa de l'atracador de l'oficina de lluita lliure.
- Elizabeth Banks fa de Betty Brant.

## Premis i nominacions

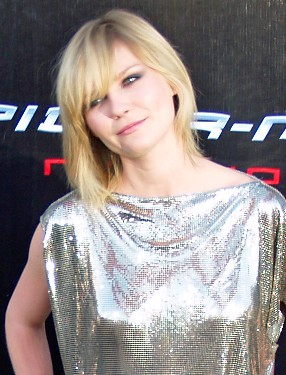
Kirsten Dunst va guanyar un Empire Award i dos Premis MTV de pel·lícula per la seva interpretació de Mary Jane Watson.

Els seus efectes visuals i el so van ser nominats per diversos comitès de premis, inclosos els Oscar. El treball de Danny Elfman en la música de la pel·lícula li va valer un reconeixement dels BMI Film and TV Awards. La cançó de la pel·lícula "Hero", interpretada per Chad Kroeger, va obtenir nominacions al Broadcast Film Critics Association i als Premis Grammy. L'actuació de Dunst com a aspirant a actriu que treballa com a cambrera li va valer un Premi Empire i un guardó dels Premis MTV, votats pels espectadors. També va compartir un premi d'aquest últim pel Millor Petó amb Maguire, que va ser nominat a la categoria de Millor Actuació Masculina de la mateixa cerimònia. Els Golden Trailer Awards van nominar els tràilers de la pel·lícula a quatre premis i el treball d'acrobàcies de Spider-Man' li va valer una nominació als World Stunt Awards.
| Premi                              | Data de la cerimònia | Categoria                                                                             | Receptors                                                                       | Resultat  |
| ---------------------------------- | -------------------- | ------------------------------------------------------------------------------------- | ------------------------------------------------------------------------------- | --------- |
| Academy Awards                     | 23 de març de 2003   | Millor so                                                                             | Kevin O'Connell, Greg P. Russell i Ed Novick                                    | Nominat   |
| Academy Awards                     | 23 de març de 2003   | Millor efectes visuals                                                                | John Dykstra, Scott Stokdyk, Anthony LaMolinara i John Frazier                  | Nominat   |
| Premis BMI Film and TV             | 14 de maig de 2003   | Premi BMI a la música de pel·lícula                                                   | Danny Elfman                                                                    | Guanyador |
| Premi BAFTA                        | 23 de febrer de 2003 | Millor efectes visuals                                                                | John Dykstra, Scott Stokdyk, Anthony LaMolinara i John Frazier                  | Nominat   |
| Broadcast Film Critics Association | 17 de gener de 2003  | Millor cançó                                                                          | Chad Kroeger ("Hero")                                                           | Nominat   |
| Empire Awards                      | 5 de febrer de 2003  | Millor actriu                                                                         | Kirsten Dunst                                                                   | Guanyador |
| Golden Trailer Awards              | 14 de març de 2002   | Millor acció                                                                          | Spider-Man                                                                      | Nominat   |
| Golden Trailer Awards              | 14 de març de 2002   | Millor música                                                                         | Spider-Man                                                                      | Nominat   |
| Golden Trailer Awards              | 14 de març de 2002   | Millor espectacle                                                                     | Spider-Man                                                                      | Nominat   |
| Golden Trailer Awards              | 14 de març de 2002   | Millor veu en off                                                                     | Spider-Man                                                                      | Guanyador |
| Premis Grammy                      | 23 de febrer de 2003 | Millor àlbum de banda sonora per a una pel·lícula, televisió o altres mitjans visuals | Danny Elfman                                                                    | Nominat   |
| Premis Grammy                      | 23 de febrer de 2003 | Millor cançó escrita per a una pel·lícula, televisió o altres mitjans visuals         | Chad Kroeger ("Hero")                                                           | Nominat   |
| Premis Hugo                        | 30 d'agost de 2003   | Millor presentació dramàtica - Forma llarga                                           | Spider-Man                                                                      | Nominat   |
| Premis Teen Choice                 | 12 d'abril de 2003   | Pel·lícula preferida                                                                  | Spider-Man                                                                      | Nominat   |
| Premis Teen Choice                 | 12 d'abril de 2003   | Actriu preferida de pel·lícula                                                        | Kirsten Dunst                                                                   | Nominat   |
| Premis MTV                         | 31 de maig de 2003   | Millor acuació femenina                                                               | Kirsten Dunst                                                                   | Guanyador |
| Premis MTV                         | 31 de maig de 2003   | Millor petó                                                                           | Tobey Maguire and Kirsten Dunst                                                 | Guanyador |
| Premis MTV                         | 31 de maig de 2003   | Millor actuació masculina                                                             | Tobey Maguire                                                                   | Nominat   |
| Premis MTV                         | 31 de maig de 2003   | Millor pel·lícula                                                                     | Spider-Man                                                                      | Nominat   |
| Premis MTV                         | 31 de maig de 2003   | Millor dolent                                                                         | Willem Dafoe                                                                    | Nominat   |
| People's Choice Awards             | 12 de gener de 2003  | Pel·lícula preferida                                                                  | Spider-Man                                                                      | Nominat   |
| Satellite Awards                   | 12 de gener de 2003  | Millor Muntatge de Pel·lícula                                                         | Eric Zumbrunnen                                                                 | Nominat   |
| Satellite Awards                   | 12 de gener de 2003  | Millors efectes visuals                                                               | John Dykstra                                                                    | Nominat   |
| Saturn Awards                      | 18 de maig de 2003   | Millor pel·lícula de fantasia                                                         | Spider-Man                                                                      | Nominat   |
| Saturn Awards                      | 18 de maig de 2003   | Millor actor                                                                          | Tobey Maguire                                                                   | Nominat   |
| Saturn Awards                      | 18 de maig de 2003   | Millor actriu                                                                         | Kirsten Dunst                                                                   | Nominat   |
| Saturn Awards                      | 18 de maig de 2003   | Millor director                                                                       | Sam Raimi                                                                       | Nominat   |
| Saturn Awards                      | 18 de maig de 2003   | Millor música                                                                         | Danny Elfman                                                                    | Guanyador |
| Saturn Awards                      | 18 de maig de 2003   | Millor efectes especials                                                              | John Dykstra, Scott Stokdyk, Anthony LaMolinara i John Frazier                  | Nominat   |
| Premis Teen Choice                 | 19 d'agost de 2002   | Pel·lícula preferida: Drama/Aventura d'acció                                          | Spider-Man                                                                      | Guanyador |
| Premis Teen Choice                 | 19 d'agost de 2002   | Actor de pel·lícula preferit: Drama/aventura d'acció                                  | Tobey Maguire                                                                   | Guanyador |
| Premis Teen Choice                 | 19 d'agost de 2002   | Actriu de pel·lícula preferida: Drama/aventura d'acció                                | Kirsten Dunst                                                                   | Nominat   |
| Premis Teen Choice                 | 19 d'agost de 2002   | Dolent de pel·lícula preferit                                                         | Willem Dafoe                                                                    | Nominat   |
| Premis Teen Choice                 | 19 d'agost de 2002   | Petó llarg de pel·lícula preferit                                                     | Tobey Maguire i Kirsten Dunst                                                   | Guanyador |
| Premis Teen Choice                 | 19 d'agost de 2002   | Choice Hissy Fit                                                                      | Willem Dafoe                                                                    | Nominat   |
| World Soundtrack Awards            | 29 d'octubre de 2002 | Millor banda sonora original de l'any - Orquestral                                    | Danny Elfman                                                                    | Nominat   |
| World Stunt Awards                 | 1 de juny de 2003    | Millor lluita                                                                         | Chris Daniels, Zach Hudson, Kim Kahana Jr., Johnny Nguyen and Mark Aaron Wagner | Nominat   |
| Young Artist Awards                | 29 de març de 2003   | Millor llargmetratge familiar - Fantasia                                              | Spider-Man                                                                      | Nominat   |

## Seqüeles
En gener de 2003, Sony va revelar que s'estava fent una seqüela de Spider-Man, que estaria dirigida i produïda per Sam Raimi. En març de 2003, un tràiler mostrà que la pel·lícula, Spider-Man 2, seria estrenada en 2004. Spider-Man 3, la segona seqüela i l'última pel·lícula de les tres dirigides per Raimi, es va estrenar el 4 de maig de 2007.